# Mustafa Al-Bassas
Mustafa Al-Bassas (ur. 2 czerwca 1993 w Dżuddzie) – saudyjski piłkarz występujący na pozycji pomocnika w klubie Al-Ahli Dżudda, którego jest wychowankiem oraz w reprezentacji kraju. W 2012 doszedł z klubem do finału Azjatyckiej Ligi Mistrzów. Uczestnik Pucharu Azji w 2015.